# Almered en Bolg
Almered en Bolg (Zweeds: Almered och Bolg) is een småort in de gemeente Mark in het landschap Västergötland en de provincie Västra Götalands län in Zweden. Het småort heeft 98 inwoners (2005) en een oppervlakte van 27 hectare. Eigenlijk bestaat het småort uit twee plaatsen: Almered en Bolg. Het småort wordt omringd door zowel landbouwgrond als bos.